# Хэнк Уэнгфорд
Хэ́нк Уэ́нгфорд (англ. Hank Wangford; настоящее имя — Сэ́муел Ха́тт (англ. Samuel Hutt); 15 ноября 1940, Уэнгфорд, Саффолк, Великобритания) — британский автор-исполнитель в жанре кантри.
Во время медицинской практики в наркологическом центре в 1960-х Хатт познакомился со многими британскими рок-звёздами и стал широко известен в андеграундной музыкальной среде как «хипповый рок-н-ролльный доктор».

## Ранняя жизнь
Сэмуел Хатт родился в Уэнгфорде, графство Саффолк, в семье Аленна Хатта — журналиста и специалиста по печати, придерживающегося коммунистических взглядов. Изучал медицину в Кембриджском университете, получил диплом доктора.
В 1965 году Уэнгфорд начал свою музыкальную карьеру став автором песни «Where Am I» для популярной британской актрисы Сары Майлз, тем не менее фигурировав в примечаниях к ней под своим настоящим именем — Сэм Хатт. В мае 1968 года на лейбле Parlophone состоялся релиз его первой самостоятельной записи — двойного сингла «Jabberwock»/«Which Dreamed It», в рамках проекта Boeing Duveen & The Beautiful Soup. Уэнгфорд выступил автором обоих композицией (вновь под фамилией Хатт), которые представляли собой волную адаптацию творчества Льюиса Кэрролла. Во время забастовки шахтеров в 1984—85 годах Хэнк Уэнгфорд много гастролировал с Билли Брэггом и Фрэнком Чикенсем в виде трио под названием «Hank, Frank and Billy», выступая на профсоюзных благотворительных мероприятиях и антирасистских концертах. В 1984 году во время одного из таких мероприятий Хэнк и группа были атакованы на сцене группой правых скинхедов, впоследствии это событие было увековечено в песне «On The Line».

## Дальнейшая карьера
Случайная встреча с бывшим членом группы The Byrds Грэмом Парсонсом, который сыграл ему песню «You are Still on My Mind» (из альбома Sweetheart Of The Rodeo), повлияла на дальнейшее увлечение Уэнгфорда музыкой кантри.
В 1984 году во время Эдинбургского фестиваля выступление Хэнка и Уэнгфорда было тепло встречено публикой, и впоследствии номинировано на премию Перье.
Уэнгфорд гастролировал с Реджем Меуросом, а также с Энди Робертсом, в рамках концертного тура под названием No Hall Too Small по небольшим деревенским британским клубам. В рамках Национального сельского туристического форума (NRTF) финансируемого Советом искусств.
Время Уэнгфорд публикует статьи о путешествиях для газеты The Guardian и является президентом «Общества нудисткого альпинизма» (англ. Nude Mountaineering Society).

## Рок-н-ролльный доктор
По словам барабанщика Ника Мейсона из группы Pink Floyd Уэнгфорд был широко известен в музыкальных кругах: «Сэм выступал в роли очень домашнего, „личного“ доктора андеграунда, симпатизировавшего наркоманам и музыкантам». Сам Уэнгфорд так описывал свою медицинскую деятельность: 
Я был очень хипповым доктором. Стоит только вспомнить наряд, который я носил в больнице в „лето любви". Вместо белого халата — длинный жакет без рукавов из розового индийского шелка с узором из лиловых сперматозоидов. И к тому же с золотистой муаровой подкладкой. А еще — клеши от Уильяма Морриса.
Одним из пациентов Уэнгфорда был Сид Барретт, страдавший от побочных эффектов злоупотребления LSD. В 1967 году музыкант летал Форментеру в сопровождении своей девушки Линдси Корнер, Ричарда Райта и его будущей жены Джульет Гэйл, а также Уэнгфорда, его жены и недавно родившегося ребенка. Однако, особого успеха это предприятие не принесло: у Барретта не появилось каких-либо признаков улучшения.

## Дискография
- Hank Wangford, Cow Pie Records (COW 1), 1980
- Hank Wangford - Wild Thing c/w All I Want, Cow Pie Records (PIE001), 1980 (7")
- Hank Wangford - Cowboys Stay On Longer c/w Whisky On My Guitar, Cow Pie Records (PIE002), 1980 (7")
- Hank Wangford - Cowboys Stay On Longer c/w Whisky On My Guitar, WEA (K18712), 1980 (7")
- The Hank Wangford Band Live, Cow Pie Records (COW 2), 1982
- The Hank Wangford Band, Rodeo Radio, Situation Two (SITU 16), 1985
- The Hank Wangford Band, Cowboys Stay On Longer, Sincere Sounds (Honky 1X), 1987 (12")
- The Hank Wangford Band, Cowboys Stay On Longer, Sincere Sounds (Honky 1A-DJ), 1987 (7")

Компакт-диски
- Hank Wangford - Cowboys Stay On Longer, Reissue Albums One and Two, Sincere Sounds, 2001
- Hank Wangford - Stormy Horizons, Sincere Sounds, 1990
- Hank Wangford & The Lost Cowboys - Hard Shoulder To Cry On, Live Album Sincere Sounds, 1993
- Hank Wangford & The Lost Cowboys - Wake Up Dead, Sincere Sounds, 1997
- Hank Wangford & The Lost Cowboys - Best Foot Forward, Sincere Sounds, 2003
- Hank Wangford & The Lost Cowboys - Whistling In The Dark, Sincere Sounds, 2008
- Hank Wangford & The Lost Cowboys - Save Me The Waltz, (Double Album) Sincere Sounds, 2014

Аудиокассеты
- The Hank Wangford Band Bumper Box, Cow Pie Records (CCP1), 1981
- The Hank Wangford Band - Rootin' Tootin' Santa Claus, Cow Pie Records (CCP2), 1982